# Ключи (Добрянский район)
Ключи — деревня в Добрянском районе Пермского края. Входит в состав Добрянского городского поселения.

## География
Расположена примерно в 1 км от берега Камского водохранилища и в 12 км к юго-востоку от райцентра, города Добрянка. Автомобильная дорога Пермь — Березники проходит в 1 км к востоку от деревни.

## Население
| 2010 |
| ---- |
| 252  |

## Улицы
- Камская ул.
- Ключевая ул.
- Лесная ул.
- Луговая ул.
- Полевая ул.
- Трактовая ул.

## Топографические карты
- Лист карты O-40-53 Доьрянка. Масштаб: 1 : 100 000. Издание 1977 г.